# Matthew Pennington
Matthew Pennington (Warrington, 6 oktober 1993) is een Engels voetballer die onder contract staat bij Everton FC.

## Clubcarrière
Matthew Pennington speelde gedurende zijn jeugdjaren bij Everton FC. In januari 2014 werd hij voor een halfjaar uitgeleend aan Tranmere Rovers. Hij scoorde zijn eerste doelpunt voor die ploeg op 25 januari 2014 tegen Crewe Alexandra FC. In november van dat jaar werd hij opnieuw verhuurd, ditmaal aan Coventry City. Op 26 augustus 2015 maakte Pennington zijn debuut in het eerste elftal van Everton in de League Cup in de wedstrijd tegen Barnsley FC.

## Internationale carrière
Pennington maakte zijn debuut voor het team van Engeland Onder 19 op 21 maart 2013 in de wedstrijd tegen Turkije.